# Al-Musztaali fátimida kalifa
Al-Musztaali (1076. augusztus 24. – 1101. december 10.) Egyiptom kalifája 1094-től haláláig.
Édesapja, al-Musztanszir 1094-es halála után lépett a trónra. Uralkodása alatt nemigen gyakorolt nagyobb hatalmat, a kormányzási feladatokat inkább Malik al-Afdal látta el helyette. Al-Musztaalinak egyáltalán a trónutódlása sem volt mindenki által támogatott, és féltestvére, Nizár lázadást is kirobbantott ellene. Bár Nizárt végül sikerült börtönbe zárni, követői, a Nizáriták később is gondokat okoztak.
Al-Musztaali uralkodása idején jöttek létre az első keresztes államok a részben egyiptomi uralom alatt álló szír és palesztin területeken, így a Jeruzsálemi Királyság, a Tripoliszi Grófság, és az Antiochiai Fejedelemség, amelyek tovább csökkentették a Fátimida-dinasztia hatalmát. A későbbi eseményeket azonban Al-Musztaali már nem érte meg, mert 1101-ben, alig 25 éves korában elhunyt. Utóda kiskorú fia, Al-Ámir lett.

## Fordítás
- Ez a szócikk részben vagy egészben  az   Al-Musta'li című angol Wikipédia-szócikk fordításán alapul.  Az eredeti cikk szerkesztőit annak laptörténete sorolja fel. Ez a jelzés csupán a megfogalmazás eredetét és a szerzői jogokat jelzi, nem szolgál a cikkben szereplő információk forrásmegjelöléseként.